# Хуан Цзуньсянь
Хуа́н Цзунься́нь (кит. трад. 黃遵憲, упр. 黄遵宪, пиньинь Huáng Zūnxiàn, 1848—1905), взрослое имя Гунду (公度) — китайский поэт, дипломат.

## Биография
Происходил из хаккской семьи. С детства интересовался поэзией. Получил классическое образование. Во время восстания тайпинов его семья была разорена. Смог сдать государственные экзамены. Благодаря этому в 1877 году становится членом императорского посольства в Японии. В 1880 году разработал стратегию взаимоотношений между Китаем и Кореей.
Получил поддержку императора Гуансюй. В 1882 году был назначен генеральным консулом Китая в Сан-Франциско (США), где познакомился с западной культурой. В 1889 году вернулся в Китай, а уже в 1890 году был назначен помощником посла Китая в Великобритании. В 1891 году назначен генеральным консулом в Сингапуре. На этом посту способствовал налаживанию отношений между китайскими эмигрантами и китайским правительством. Благодаря этому в 1894 году эмигрантам было разрешено вернуться домой и вести торговые отношения. Вскоре был назначен послом в Японию. Впрочем, после мятежа Цыси в 1898 году был вынужден завершить карьеру дипломата.
В конце концов, в результате завершения реформ императора Гуансюя вынужден был бежать в свой родной город, отстранившись полностью от дел. Умер в 1905 году.

## Творчество
Он предпочитал писать стихи в так называемом старом стиле (гутиши), который менее жёстко регламентировал и число строк в строфе, и правила рифмы, и чередование тонов. Поэт экспериментировал, удачно подражая форме народных песен Южного Китая, о чём свидетельствуют, в частности, его известные циклы «Горные песни» и «Производные песни».
Хуан Цзуньсянь возродил и значительно развил просветительские традиции Гун Цзычжэнь. Значительную часть в стихах занимают пейзажи. Японские впечатления отражены в его стихах «Песни о цветах сакуры», «Визит к горе Хаконэ», «Песни о столичных танцовщицах», «Стихи о вечерней прогулке на озере Синобадзу», а также в отдельно изданной книге «Стихи о различных событиях в Японии» (1880 год).
Пребывание в США столкнуло поэта с проблемой китайских эмигрантов. В поэме «Изгнанные гости» он нарисовал картины бедственного положения китайских рабочих. Большое впечатление произвели на Хуан Цзуньсяня президентские выборы в США, он написал цикл стихов под общим названием «Хроника».
Нашла отклик в стихах Хуан Цзуньсяня и его поездка в Англию («Королевский приём в Виндзорском дворце», «Написано в Лондоне при большом тумане»), а также пребывание в Сингапуре, возвращение из Англии через Францию и Египет.
Впечатления от путешествия, знакомство с достижением европейской цивилизации также нашло отражение в стихах — «Спящий Будда на острове Цейлон», «Под впечатлением событий».
Патриотический пафос Хуан Цзуньсяня проявился в цикле стихотворений, посвященных японо-китайской войне 1894—1895 годов: «Скучаю о Пхеньяне», «Песня о Дунгоу», «Плач о Порт-Артуре», «Оплакиваю Вэйхайвэй», «Песня о генерале, который сложил оружие». Основной мотив цикла — горечь военных поражений Китая. Развалу и безысходности регулярных императорских войск Хуан Цзуньсянь противопоставил в «Песне о Тайване» героизм и стойкость простого народа, поднявшегося на защиту острова.
Широко пользовался лексическими и образными ресурсами, которые предоставляла в его распоряжение традиционная поэзия. Но при этом он не боялся вводить в стихи современную разговорную лексику и отделял себя от догматиков — поклонников старины.
При жизни поэта вышло два небольших сборника его стихов, но после его смерти был напечатан сборник «Стихи из Хижины в мире людей».
Хуан Цзунсянь известен также как замечательный автор эссе. В «Записках о просвещении» («Лунь сюе цзянь») выступил за предоставление политических прав народу. Значительным является труд «Описание Японии» (1890 год).